# 시장 (영화)
"시장"은 1965년 공개된 대한민국의 영화이다.

## 배역
- 신영균
- 문정숙
- 김승호
- 허장강

## 수상
- 1966년 제4회 청룡영화상
  - 작품상
  - 감독상 - 이만희
  - 남우주연상 - 신영균
  - 여우주연상 - 문정숙
- 1966년 제2회 백상예술대상
  - 여우주연상 - 문정숙